# Raiffeisenbank Parkstetten
Die Raiffeisenbank Parkstetten eG ist eine Genossenschaftsbank mit Sitz in der bayerischen Gemeinde Parkstetten im Landkreis Straubing-Bogen.

## Geschichte
Der erste Spar- und Darlehenskassenverein im Bereich der heutigen Raiffeisenbank Parkstetten eG wurde in der kleinsten der vier Ortschaften, in Münster am 27. Dezember 1901 gegründet. Im März des Jahres 1905 wurde die Spar- und Darlehenskasse Steinach gegründet. Erst am 13. August 1911 fanden sich in Parkstetten Landwirte zusammen, um auch hier eine Vereinsgründung durchzuführen. Der Spar- und Darlehensverein Oberalteich wurde am 17. August 1913 in Niedermenach gegründet.
Mit der Fusion der Raiffeisenkasse Parkstetten eGmbH im Jahr 1966 mit der Raiffeisenkasse Steinach eGmbH entstand die Raiffeisenkasse Parkstetten-Steinach eGmbH. Diese fusionierte anschließend im Jahr 1969 mit der Raiffeisenkasse Münster b. Straubing eGmbH. Nach der Umbenennung in Raiffeisenbank Parkstetten eGmbH im Jahr 1971 fusionierte die Raiffeisenbank Parkstetten eG dann letztmals im Jahr 1982 mit der Raiffeisenbank Oberalteich eG.

## Rechtsverhältnisse
Die Raiffeisenbank Parkstetten eG ist im Genossenschaftsregister beim Amtsgericht Straubing unter GnR 516 eingetragen.

## Organisationsstruktur
Rechtsgrundlagen sind das Genossenschaftsgesetz und die durch die Generalversammlung beschlossene Satzung. Organe der Bank sind der Vorstand, der Aufsichtsrat und die Generalversammlung. Die Generalversammlung besteht aus den Mitgliedern der Bank, welche das höchste Organ einer Genossenschaftsbank darstellen. Mitglied einer Genossenschaftsbank wird man durch den Erwerb von Geschäftsanteilen der Bank.

## Sicherungseinrichtung
Die Raiffeisenbank Parkstetten eG ist neben der gesetzlichen Einlagensicherung der amtlich anerkannten Sicherungseinrichtung des Bundesverbandes der Deutschen Volksbanken und Raiffeisenbanken GmbH und der zusätzlichen freiwilligen Sicherungseinrichtung des Bundesverbandes der Deutschen Volksbanken und Raiffeisenbanken e.V. angeschlossen.

## Geschäftsausrichtung
Die Raiffeisenbank Parkstetten eG betreibt das Universalbankgeschäft. Im Verbundgeschäft arbeitet sie mit der DZ Bank, R+V Versicherung, Bausparkasse Schwäbisch Hall, Teambank, VR Leasing, DZ Hyp, Allianz SE, Münchener Hypothekenbank und der Union Investment zusammen.

## Gesellschaftliches Engagement und regionale Förderung
Die Raiffeisenbank Parkstetten eG nimmt ihren genossenschaftlichen Förderauftrag auch bei der Unterstützung von Projekten in der Region wahr. Sie unterstützt örtliche Vereine, Institutionen und gemeinnützige Einrichtungen jedes Jahr für karitative, soziale und kulturelle Zwecke. Zudem werden Kinder und Jugendliche über Kindergärten und Schulen unterstützt.

## Geschäftsgebiet
Das Geschäftsgebiet liegt im Zentrum des Landkreises Straubing-Bogen nördlich der Kreisstadt Straubing. 1985 wurde durch die Eröffnung einer Geschäftsstelle in Mitterfels, das Filialnetz von vier auf fünf Filialen ausgeweitet. Zum 31. Dezember 2016 wurde aufgrund geschäftspolitischer Erwägungen die Zweigstelle in Münster geschlossen.
An diesen Orten betreibt die Bank Filialen:
- Parkstetten (Hauptstelle, jur. Sitz)
- Steinach (Geschäftsstelle)
- Oberalteich (Geschäftsstelle)
- Mitterfels (Geschäftsstelle)